# Pseudocalliope eucephala
Pseudocalliope eucephala is een vliegensoort uit de familie van de Lauxaniidae. De wetenschappelijke naam van de soort is voor het eerst geldig gepubliceerd in 1872 door Loew.